# Internationaler Robert-Schumann-Wettbewerb für Klavier und Gesang
Der Internationale Robert-Schumann-Wettbewerb für Klavier und Gesang ist ein deutscher Musikwettbewerb im Bereich der klassischen Musik, der alle vier Jahre in Zwickau ausgetragen wird.

## Geschichte
Er wurde 1956, zur 100. Wiederkehr von Robert Schumanns Todestag, ins Leben gerufen und fand zuerst in Berlin statt. Die Preisträger traten danach auch in Schumanns Geburtsstadt Zwickau im Rahmen des Schumann-Festes auf. Ab 1963 fand der gesamte Wettbewerb in Zwickau statt. Die Austragungsorte dort wechselten. Zu ihnen gehörten zeitweilig der Kammermusiksaal des Schumann-Hauses, das Varieté Lindenhof, das idyllisch gelegene, heute nicht mehr vorhandene Schwanenschloss und das Domgemeindehaus. Heute sind es das Gewandhaus als Hauptspielstätte des Theaters Plauen-Zwickau und der Jugendstilsaal des Konzert- und Ballhauses »Neue Welt«.
Das Wettbewerbsprogramm, für das die seit 1920 existierende, 1957 neu gegründete Robert-Schumann-Gesellschaft Zwickau als Mitveranstalter des Musikereignisses verantwortlich zeichnet, hat sich im Lauf der Jahre und Jahrzehnte zwar immer wieder im Detail geändert, doch bilden natürlich die großen Klavier- und Liedzyklen Schumanns die unverrückbaren Eckpfeiler.
Der Wettbewerb ist Mitglied der Weltföderation der Musikwettbewerbe in Genf. Die Schirmherrschaft hatte u. a. der Ministerpräsident des Freistaates Sachsen Georg Milbradt.
Der 18. Internationale Robert-Schumann-Wettbewerb 2020 wurde aufgrund der COVID-19-Pandemie zunächst abgesagt, dann auf 2021 verschoben und fand schließlich nur im Online-Format statt.

## Liste der Preisträger (1. Preise)
Pianisten
- 1956: Annerose Schmidt (DDR),
- 1960: (Jan-Evert-Andersson-Quartett (Schweden) – Streichquartett)[4]
- 1963: Nelly Akopjan (UdSSR),
- 1966: Elisso Wirsaladse (UdSSR),
- 1969: Dezsö Ránki (Ungarn),
- 1974: Pavel Egorov (UdSSR),
- 1977: Emma Tahmizian (Bulgarien),
- 1981: Yves Henry (Frankreich),
- 1985: Tamara Sipraschwili (UdSSR),
- 1989: Éric Le Sage (Frankreich),
- 1993: Temirzan Erzanov (Kasachstan),
- 1996: Mikhail Mordvinov (Russland),
- 2000: Kiai Nara (Japan),
- 2004: Akiko Yamamoto (Japan),
- 2008: Mizuka Kano (Japan),
- 2012: Aljoša Jurinić (Kroatien),
- 2016: (nicht vergeben),
- 2020/2021: keine Unterscheidung zwischen 1., 2., 3. und 4. Preis.

Sänger
- 1956: Kira Isotova und Aleksander Vedernikov (UdSSR),
- 1960: Vitali Gromadski (UdSSR),
- 1963: Karl Heinz Stryczek (DDR),
- 1966: Ionel Pantea (Rumänien),
- 1969: Heidi Berthold-Riess (DDR), Ruben Lisician (UdSSR),
- 1974: Mitsuko Shirai (Japan), Lászlo Polgár (Ungarn),
- 1977: Edith Wiens (Kanada), Boris Mareskin (UdSSR),
- 1981: Jürgen Kurth (DDR),
- 1985: Karsten Mewes (DDR),
- 1989: Frank Schiller (DDR),
- 1993: Locky Chung (Südkorea),
- 1996: Risako Kurosawa (Japan), Henryk Böhm (Deutschland),
- 2000: Annette Dasch (Deutschland),
- 2004: Colin Balzer (Kanada),
- 2008: Anne-Theresa Albrecht (Deutschland), Christoph Pohl (Deutschland), Tomasz Wija (Polen),
- 2012: Anna Lucia Richter (Deutschland), Mauro Peter (Schweiz),
- 2016: Henriette Gödde (Deutschland), André Baleiro (Portugal),
- 2020/2021: keine Unterscheidung zwischen 1., 2., 3. und 4. Preis.

## Weblink
- „Schumann in Zwickau“ (Website der Stadtverwaltung)